# Военный совет ИРА
Военный совет ИРА (англ. IRA Army Council) — руководящий орган Ирландской республиканской армии, ответственный за принятие решений. В Совете традиционно состоит 7 человек.
Формально под словами «Военный совет ИРА» историками подразумевается именно Военный совет «временного крыла» ИРА, хотя такие же названия приписывают себе руководящие органы абсолютно всех ирландских вооружённых группировок, считающих себя преемниками Ирландской республиканской армии. По словам Правительства Ирландии и Правительства Великобритании, в Военном совете Временной ИРА некогда состоял лидер партии Шинн Фейн Джерри Адамс. Согласно заявлению Независимой комиссии по мониторингу от 2008 года, Совет «временных» не был расформирован, однако не действовал и не принимал никаких решений.

## История

### Образование
В декабре 1969 года существовавший прежде Военный совет ИРА раскололся на советы «официального» и «временного» крыльев ИРА. Военный совет Временной ИРА провозгласил себя руководящим органом «временных».

### Официальный статус
Согласно Актам о преступлениях против государства, ИРА с 1939 по 1998 годы считалась террористической организацией, чья деятельность была запрещена на территориях Республики Ирландия и Соединённого Королевства, а их членам грозила уголовная ответственность. Специальный уголовный суд рассматривал дела о членстве в ИРА: трое судей без присяжных на основании показаний суперинтенданта ирландской полиции (или лица рангом выше) рассматривали дела и выносили приговор. Членам ИРА в Ирландии грозило до 5 лет тюрьмы.

### Взаимоотношения с Шинн Фейн
Британские и ирландские политики неоднократно заявляли, что в Совете ИРА находятся высокопоставленные члены партии Шинн Фейн, которых невозможно было привлечь к уголовной ответственности в связи с личной неприкосновенностью. Это было связано с тем, что эти же политики содействовали формально мирному урегулированию конфликта в Северной Ирландии. 14 января 2005 года Кевин Майерс из газеты The Irish Times заявил, что в Совете ИРА заседает Мартин Феррис, депутат Парламента Ирландии от Северного Керри, а также ещё несколько человек во главе с Джерри Адамсом, которые в декабре 2004 года прибыли на Даунинг-стрит в составе делегации из Ирландии.
20 февраля 2005 года министр юстиции Ирландии Майкл Макдауэлл в интервью радиостанции заявил, что в Совете ИРА заседают Мартин Феррис, Джерри Адамс и Мартин Макгиннесс как начальник делегации Шинн Фейн. На следующий день все трое официально опровергли это заявление. 27 июля Макдауэлл заявил, что все трое вышеуказанных лиц вышли из состава ИРА, однако отметил, что это только его мнение, которое не должно вести к расколу.

## Члены Совета «временных»
В 1985 году газета The Sunday Times сообщила, что было установлено имя одного из членов Военного совета — Томас «Горбыль» Мёрфи. Мёрфи отрицал все обвинения и подал в суд на газету за клевету, но в 1998 году проиграл дело. В мае 2005 года та же газета частично раскрыла состав Совета, назвав тех, кто занимал места прежде в нём. Прежде в совете были Брайан Кинан (его заменил Бернард Фокс), Джерри Адамс (кандидаты на замену — Брайан Артурс и Шон Мюррэй), Мартин Макгиннесс (заменил Мартин «Дакстер» Линч) и Мартин Феррис.
Итого совет выглядел следующим образом на июль 2005 года, согласно The Sunday Times и британским спецслужбам:
- Томас «Горбыль» Мёрфи (начальник штаба)
- Брайан Артурс, командир Восточно-Тиронской бригады ИРА
- Бернард Фокс, бывший участник голодовки (24 сентября 2006 года та же The Sunday Times объявила, что Фокс ушёл из совета)[8]
- Шон «Спайк» Мюррэй, уроженец Белфаста, глава Северного командования ИРА
- Мартин Линч, адъютант-генерал, сторонник Джерри Адамса из Белфаста[9]
- Брайан Джиллен, уроженец Белфаста
- Уроженец Дублина, чьё имя невозможно было огласить согласно законам